# Frontenac (ancienne circonscription fédérale)
Pour les articles homonymes, voir Frontenac.
Frontenac fut une circonscription électorale fédérale située dans la région de Chaudière-Appalaches dans le sud du Québec, représentée de 1968 à 1997.
La circonscription a été créée en 1966 avec des parties de Lotbinière et de Mégantic. Abolie en 1996, la circonscription fut redistribuée parmi Beauce et de Frontenac—Mégantic.
Il ne faut pas confondre cette circonscription avec celle de Frontenac en Ontario.

## Géographie
En 1966, la circonscription de Frontenac comprenait:
- La ville de Thetford Mines
- Les municipalités de Black Lake et de Plessisville
- Le comté de Mégantic
- Dans le comté de Frontenac, les municipalités de La Guadeloupe, Courcelles, Saint-Évariste-de-Forsyth et de Saint-Méthode-de-Frontenac
- Dans le comté de Beauce, les municipalités de East Broughton, Sacré-Cœur-de-Jésus, Sainte-Clotilde-de-Beauce et de Saint-Pierre-de-Broughton

## Députés
1. 1968-1970 — Bernard Dumont, RC
2. 1970-1984 — Léopold Corriveau, PLC
3. 1984-1993 — Marcel Masse, PC
4. 1993-1997 — Jean-Guy Chrétien, BQ

- RC  = Ralliement créditiste
- BQ  = Bloc québécois
- PC  = Parti progressiste-conservateur
- PLC = Parti libéral du Canada